# Burg Neuhaus (Eltville)
Bei der Burg Neuhaus ist eine abgegangene Höhenburg bei Kiedrich im Rheingau. Die Burg, die dem Mittelalter zuzurechnen ist, ist nur noch als Burgstall wahrzunehmen, wobei sich im Gelände noch deutliche Spuren abzeichnen.

## Lage und Beschreibung
Die Burg liegt im Eltviller Stadtwald nördlich von Kiedrich und westlich von Rauenthal als Spornburg auf dem 200 m ü. NHN hohen abfallenden Sporn des westlichen Himmelsberges, ca. 50 Meter von der Förster-Keil-Douglasie entfernt, zwischen dem Sülzbach und einem nördlichen Nebenbach. Die Burg stand in beherrschender Stelle über dem Sülzbachtal.

## Geschichte und Nutzung
Die Burg Neuhaus war wahrscheinlich nur kurzzeitig in Nutzung. Sie wird unter den Besitzungen des Mainzer Domkapitels in einer Urkunde vom 25. Dezember 1274 als eine neu erbaute Burg in der Nähe der Burg Scharfenstein erwähnt. Somit ist davon auszugehen, dass die Burg vom Erzstift neu errichtet wurde.
Mit Ausnahme der Nennung als Neueshaus (Nuwenhus) ist nichts über die Baugeschichte der Burg bekannt. 1322 wurde ein bei der Burg liegendes Kloster verlegt, was auf der Bedrohung durch die Burg Scharfenstein zurückgeht. Dies lässt darauf schließen, dass die Burg zu diesem Zeitpunkt ihre Funktion nicht mehr erfüllen konnte.
Denkbar ist auch, dass ein Zusammenhang mit der hiesigen Salzquelle bestand.

## Beschreibung
Die Anlage ist dabei nahezu in Nord-Süd-Richtung ausgerichtet. Von Norden her kommend bestand auch der Zugang. Ein Halsgraben von etwa 10 Meter Breite und 3 Meter Tiefe trennte die Vorburg von dem Bergrücken. Dem Graben schloss sich die rund 50 Meter lange und 18 Meter breite Vorburg an. Diese wies eine ovale Form auf. Es folgte ein Abschnittsgraben von wiederum etwa 10 Meter Breite, aber mit etwa 3,5 Meter Tiefe. An der Spornspitze im Süden der Anlage gelegen, folgte die rechteckige Kernburg, welche eine Fläche von etwa 33 × 14 Meter einnahm. Etwa mittig in der Hauptburg finden sich die Fundamente eines quadratischen Bergfrieds. Die Mauern dieses Turms hatten eine Seitenlänge von etwa 9 Meter.
Anhand der Fundsituation vor Ort ist davon auszugehen, dass die Kernburg wahrscheinlich eine Ummauerung aufwies. Die Vorburg weist diese Fundsituation nicht auf, weswegen hier nicht von Mauerwerk, sondern von einer Holzumwehrung ausgegangen werden muss.

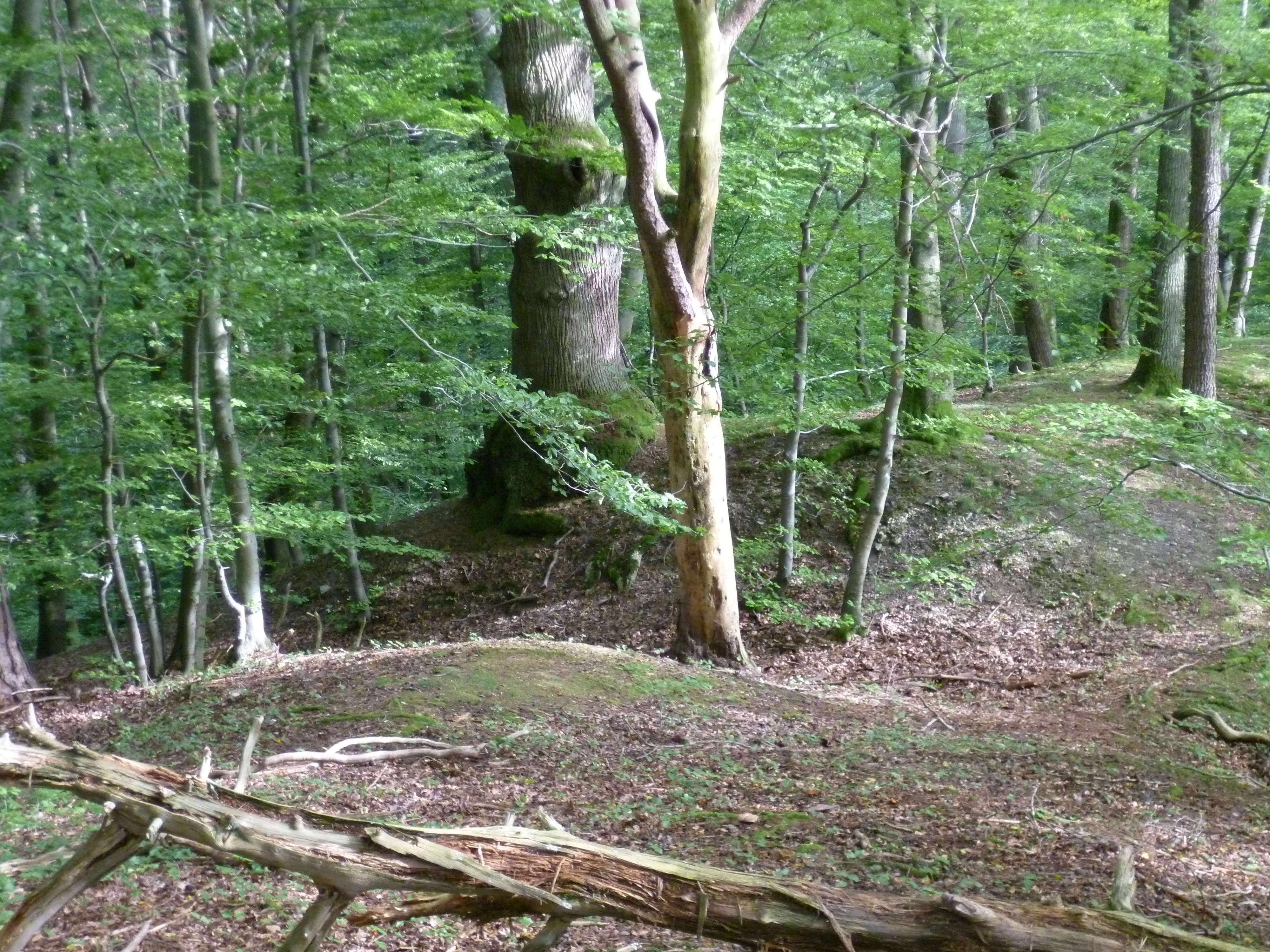
Halsgraben vor der Vorburg
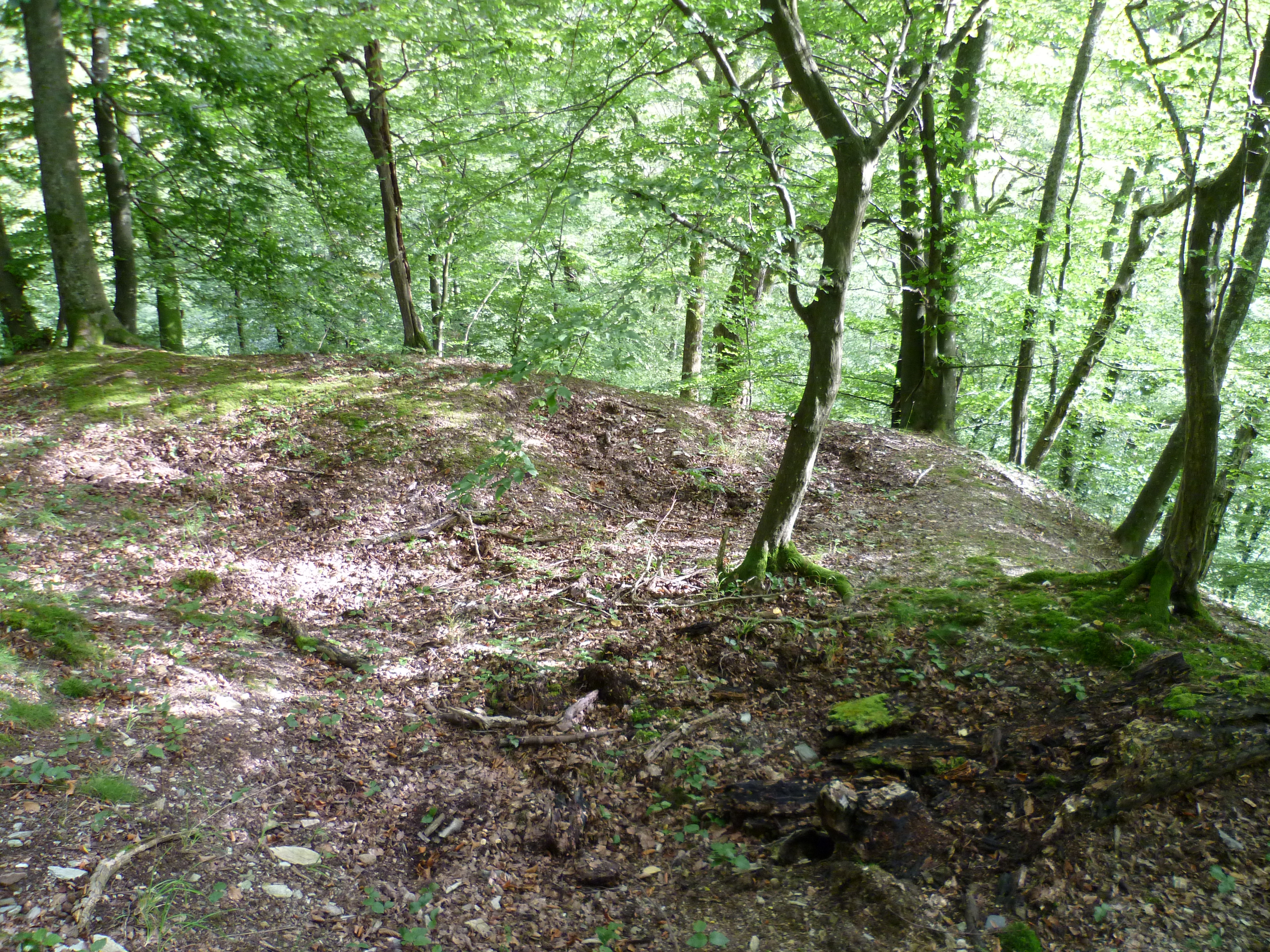
Areal der Kernburg mit Fundamenten des Turms
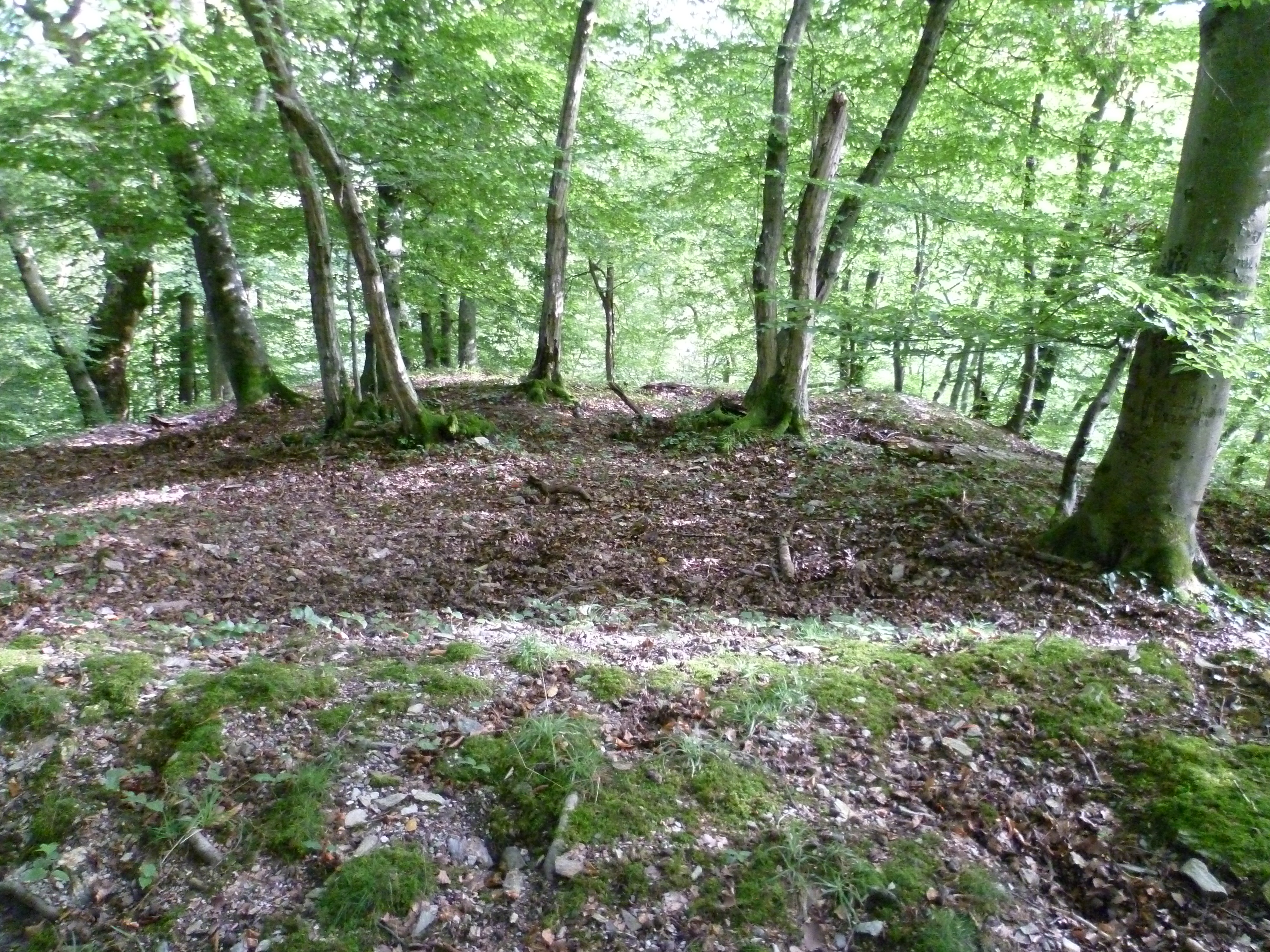
Areal der Vorburg
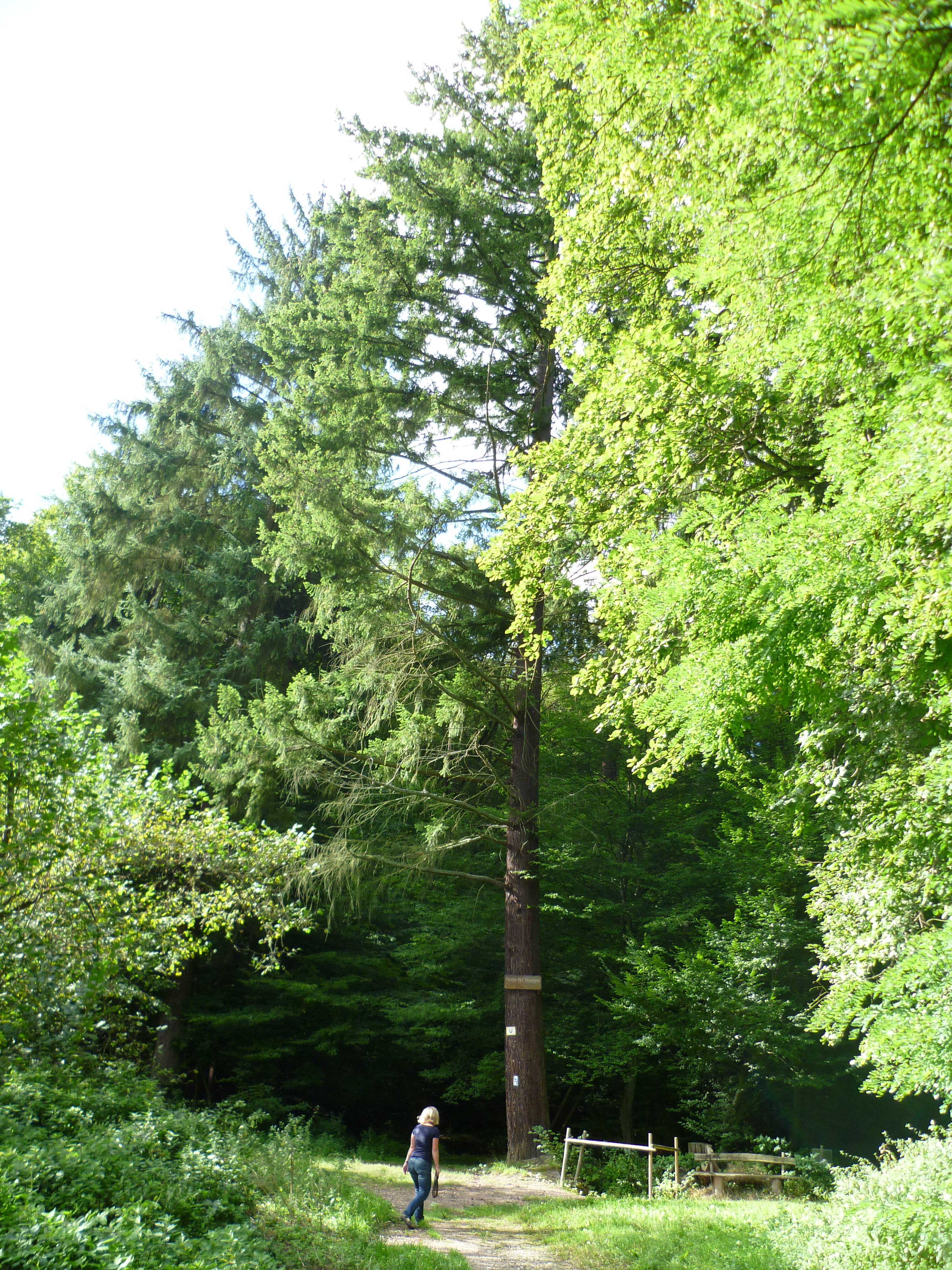
Förster-Keil-Douglasie im Sülzbachtal

## Denkmalschutz
Der Bereich der Anlage ist ein Bodendenkmal nach dem Hessischen Denkmalschutzgesetz. Nachforschungen und gezieltes Sammeln von Funden sind genehmigungspflichtig, Zufallsfunde an die Denkmalbehörden zu melden.